# Nya Småland
Nya Småland är ett samtidskonstprojekt. Det initierades och drivs av fyra konstinstitutioner (Kalmar Konstmuseum, Kulturparken Småland, Vandalorum, Växjö konsthall) tre regioner (Jönköpings län, Region Kronoberg och Region Kalmar län) och ett universitet (Linnéuniversitetet).
Idén med Nya Småland är att bygga relationer mellan det lokala och det internationella.
Under 2019–2020 genomfördes den första "Nya Småland"-triennalen. Det organiserades en serie utställningar med internationellt erkända konstnärer, och konstnärsresidens i Smålandsregionen på The Glass Factory, Jönköpings läns museum, Konsthall Betel i Mariannelund, Kalmar Konstmuseum, Kultivator på Öland, Kultivera i Tranås, Polarcenter i Gränna, Utvandrarnas hus, Italienska palatset, Linnéuniversitetet, Rävemåla residency, Vandalorum, Växjö konsthall, Österängens konsthall och andra platser i regionerna som utgör Småland.
Jonatan Habib Engqvist var kurator, projektledare och konstnärlig ledare tillsammans med konstnären Mike Bode. 
År 2020 publicerades en bok, på engelska respektive svenska, som summerar processerna kring de första åren och ett 20-tal utställningar i hela Småland.